# Casa Ballivián
La Casa Ballivián es una edificación ubicada en la calle Independencia, cerca del Parque Italia, en El Almendral, en el plan de la ciudad de Valparaíso, Chile. Fue inaugurado el año 1913 como casa de Alfredo Ballivián, y desde 1994 alberga la sede de la Corporación Club de Deportes Santiago Wanderers. Fue declarado Monumento Nacional de Chile, en la categoría de Monumento Histórico, mediante el Decreto Exento n.º 2551, del 14 de agosto de 2008.

## Historia
En 1913 el diplomático boliviano Alfredo Ballivián, que emigró hacia Valparaíso por conflictos políticos, encargó la construcción de la edificación como su residencia al arquitecto e ingeniero Otto Anwandter. Luego de ser ocupada por la familia Ballivián, fue la residencia de María Teresa Brown hasta comienzos de los años 1940.
En el año 1943 el inmueble fue utilizado por la Congregación de Carmelitas Misioneras Teresianas, quienes dejaron la casona en 1970, cuando se concentraron en la ciudad de Santiago. Ese mismo año la casa fue adquirida como sede provincial de la Central Única de Trabajadores, siéndolo hasta el golpe de Estado de 1973.
La Guarnición Militar fue dueña de la casa hasta el año 1990, cuando albergó a distintas entidades hasta 1994, año en que fue adquirida por la Sociedad Inmobiliaria Santiago Wanderers, albergando la sede de la Corporación Club de Deportes Santiago Wanderers.

## Descripción
La casa fue diseñada por el arquitecto e ingeniero Otto Anwandter, autor de otras edificaciones en la ciudad. El edificio consta de tres niveles de planimetría similar, con una fachada continua con detalles neobarrocos , con elementos que recuerdan el neoclasicismo y el Art Nouveau.
La estructura de la casona está conformada por muros de albañilería de ladrillos reforzada con rieles de acero, mientras que el entrepiso es de madera, y el revestimiento exterior es de láminas de aceros pre diseñadas. El balcón central, ubicado en el segundo piso, posee balaustrada de hormigón, en tanto que los demás en el segundo y tercer piso son de balaustrada de hierro forjado.
El inmueble forma parte de un conjunto armónico con los edificios colindantes, en los que funcionan una tienda de antigüedades, y los baños turcos ubicados en el Parque Italia.